# Имало една война
„Имало една война“ е игрален филм копродукция на България и Монако (историческа драма) от 2019 година на режисьора Анри Кулев, по сценарий на Влади Киров. Оператор е Светла Ганева. Музиката е на Любомир Денев.
Музиката се изпълнява от камерен ансамбъл „Софийски солисти“ и приятели. Диригент Любомир Денев-син.
Песента Пътят към храма се изпълнява от Диана Дафова (тект Михаил Белчев).
Филмът е заснет в село Кътина и околностите му.

## Сюжет
По думите на Уинстън Чърчил: „Това е една малка балканска война...“. Но какво е победата за човек, жертвал живота си в нея?
1885 година. Българите нарушават един несправедлив европейски договор, който разпокъсва страната на три части, и без всякаква чужда помощ и намеса Княжество България и Източна Румелия се обединяват. Очаквайки нападение от Османската империя, българските войски са разположени на южната граница. В това време, без повод и подтиквано от чужди сили, сръбското правителство напада обединеното Българско княжество. С безпрецедентен във военната история поход, 40-хилядната българска армия на полковник Николаев преодолява разстоянието от 300 километра за по-малко от две денонощия – без пътища, железница и транспорт. Следва 14-дневна кратка война, в която българите побеждават.
От Филибе тръгва английският вицеконсул с послание от Кралицата до княз Батенберг. Оттам тръгва и друг пратеник – с послание от Руския император също до Батенберг.
В хода на тези събития група българи – петима мъже и една жена – вървят по пътищата на войната и всеки от тях носи жребия си: млада жена, загубила детето си, търси съпруга си на фронта; сакат младеж с униформа на четник иска да воюва, дядо търси вола си и води сираче от Батак. Има и свещеник, и амбулантен търговец.
Трима чуждестранни журналисти от различни европейски вестници ги следват, за да стигнат фронта при Сливница. Съдбата ги събира и разделя на едно място. 

## Актьорски състав
| В главните роли         | Изпълнител                 |
| ----------------------- | -------------------------- |
| Уайт                    | Бен Крос                   |
| младата жена            | Луиза Григорова – Макариев |
| сакатият                | Севар Иванов               |
| Щефан Шпилберг          | Самуел Финци               |
| Копачински              | Волфрам Кох                |
| Толовина                | София Ская                 |
| Франтишек Врана         | Валери Марков              |
| Анзро                   | Любомир Петкашев           |
| Тани Сомов              | Цветан Алексиев            |
| Ротенбърг               | Реймънд Стиърс             |
| отец Данаил             | Емил Котев                 |
| Стайко                  | Иван Бърнев                |
| ранен сърбин            | Филип Аврамов              |
| Андрешко                | Здравко Москов             |
| Пенко                   | Пламен Великов             |
| Месроп                  | Сава Пиперов               |
| Княз Батенберг          | Владислав Виолинов         |
| Головин                 | Цветан Пейчев              |
| доктор Золотович        | Владимир Люцканов          |
| капитан Рачо            | Кирил Недков               |
| Найтингелка             | Стефка Янорова             |
| „Свакото“               | Красимир Доков             |
| Боян Ботев              | Асен Кукушев               |
| Чичаков                 | Иля Пепелаков              |
| преводачът              | Иван Панев                 |
| български войник        | Иван Кордов                |
| войник от обоза         | Теодор Папазов             |
| газетар бай Сърменов    | Павел Поппандов            |
| стар поп от село        | Йордан Биков               |
| вестникопродавачка      | Петя Силянова              |
| ханджията               | Константин Икономов        |
| жена от село            | Йорданка Любенова          |
| стар дърводелец от село | Велико Стоянов             |
| слуга в болницата       | Никола Орешков             |
| руски офицер в балона   | Стефан Додуров             |
| газетар                 | Емил Калев                 |
| министър                | Стефан Коршумов            |
| министър                | Красимир Хубенов           |
| министър                | Никола Иванов              |
| министър                | Симеон Иванов              |